# 安偉璉
安偉璉 (On Wai Lin，1957年—)，香港出生的外省人，能操流利的粵語及國語之童星，1964年7歲時進入電影圈；1967年 初應美國電視臺邀請，到美國演出數齣美國電視劇，1967年3月返回香港，1967年3月9日(星期四) 下午3時在「金鑾殿酒樓」與香港新聞界見面。

## 外部連結
- 香港電影資料館：安偉璉參演電影的記錄[永久]
- 香港影庫：安偉璉 （页面存档备份，存于）
- 安偉璉的演出片斷